# Picnochile
Picnochile (лат.) — род жуков-скакунов из подсемейства Cicindelinae (подтриба Megacephalina). Южная Америка.

## Распространение
Встречаются в Южной Америке: Аргентина, Чили.

## Описание
Бескрылые жуки-скакуны среднего размера с крупными глазами, относительно стройным телом (внешне сходным с жужелицами Carabus) и длинными ногами. Надкрылья с продольными рёбрами и бороздками. Основная окраска тела чёрная. Дневной вид, наземный хищник обитают в подстилочном лиственном слое зоны умеренного климата. Биология и жизненный цикл малоизучены.

## Классификация
Род Picnochile включён в подтрибу Megacephalina Laporte, 1834 в составе трибы Megacephalini.
- Picnochile fallaciosa (Chevrolat, 1854)